# Marco van Ginkel
}}
Wulfert Cornelius "Marco" van Ginkel (/ mɑrkoʊ væn hɪŋkəl /, pronunciació neerlandesa: [markoː vɑn ɣɪŋkəl]) (Amersfoort, 1 de desembre de 1992) és un futbolista neerlandès, que juga com a migcampista al Boavista Futebol Clube. És internacional amb la selecció neerlandesa.

## Palmarès
PSV Eindhoven
- 2 Eredivisie: 2015-16, 2017-18.